# Caterham R500
La Caterham R500 est une automobile sportive à deux places de la marque Caterham.
La R500 est un modèle Superlight sur châssis S3 équipé d'un moteur de 2 L Ford Duratec développant 263 ch pour 506 kg. Elle réalise le 0 à 100 km/h en 2,88 secondes.